# آرامش در میان مردگان
آرامش در میان مردگان فیلمی به کارگردانی و نویسندگی مهرداد فرید محصول سال ۱۳۸۴ است.

## بازیگران
- گلاب آدینه
- نیلوفر خوش خلق
- نورا هاشمی
- محسن حسینی
- مهسا مهجور
- جواد فرخانی
- سودابه احمدپناه